# Grand Prix Formule 1 van Oostenrijk 2014
De Grand Prix Formule 1 van Oostenrijk 2014 werd gehouden op 22 juni 2014 op de Red Bull Ring. Het was de achtste race van het kampioenschap. Het was tevens de eerste keer sinds 2003 dat er een Grand Prix in Oostenrijk wordt verreden.

## Wedstrijdverslag

### Achtergrond

#### DRS-systeem
Het DRS-systeem kan tweemaal geactiveerd worden op het circuit. De eerste DRS-zone ligt op het rechte stuk na de bocht Remus, wat officieel de tweede bocht is, en de tweede zone ligt op het rechte stuk met start/finish. Als een coureur bij de detectiepunten voor deze zones binnen een seconde achter een andere coureur rijdt, mag hij zijn achtervleugel open zetten.

### Kwalificatie
Felipe Massa kwalificeerde zich voor Williams op de pole position, voor teamgenoot Valtteri Bottas. Het was de eerste pole voor Massa sinds de Grand Prix van Brazilië 2008 en de eerste keer in 2014 dat Mercedes niet op pole stond, aangezien coureur Nico Rosberg de race vanaf plaats drie aanvangt. Fernando Alonso behaalde voor Ferrari de vierde plaats in de kwalificatie, voor de Red Bull van Daniel Ricciardo. Kevin Magnussen kwalificeerde zijn McLaren op de zesde positie. Toro Rosso-coureur Daniil Kvjat en Kimi Räikkönen (Ferrari) starten de race vanaf de vierde rij. Van twee coureurs is de tijd afgenomen in Q3, namelijk Lewis Hamilton in zijn Mercedes en Force India-coureur Nico Hülkenberg. Hun tijden werden afgenomen omdat ze tijdens hun vliegende ronde buiten de baan kwamen. Hamilton deed nog een tweede poging om een tijd neer te zetten, maar spinde tijdens deze ronde van de baan.
Na afloop van de vorige race werd Marussia-coureur Max Chilton gestraft met drie plaatsen op de startopstelling vanwege het veroorzaken van een ongeluk met teamgenoot Jules Bianchi. Ook Force India-coureur Sergio Pérez werd bestraft voor het veroorzaken van een ongeluk met de Williams van Felipe Massa in de laatste ronde van de vorige race, waarbij hij een gridpenalty van vijf plaatsen kreeg.

### Race
De race werd gewonnen door Nico Rosberg, die zijn derde overwinning van het jaar behaalde, voor teamgenoot Lewis Hamilton. Op de derde plaats behaalde Valtteri Bottas zijn eerste podiumplaats uit zijn Formule 1-carrière, voor teamgenoot en polesitter Felipe Massa. Fernando Alonso eindigde op een vijfde positie, voor Sergio Pérez, die nog enkele ronden aan de leiding reed. Kevin Magnussen eindigde op de zevende plaats, voor Daniel Ricciardo, die in de laatste ronde Nico Hülkenberg wist te passeren voor de achtste plaats. Het laatste punt ging naar Kimi Räikkönen.
Romain Grosjean startte voor Lotus vanuit de pitstraat, nadat zijn team had besloten enkele veranderingen aan zijn auto aan te brengen.
Tijdens de race werd Esteban Gutiérrez door zijn team Sauber weggestuurd uit de pitstraat toen nog niet alle banden op zijn auto waren gemonteerd. Voor deze fout werd hij door de stewards bestraft met  een straf van tien startplaatsen voor de volgende race.

## Vrije trainingen
- Er wordt enkel de top 5 weergegeven.

| Vrije training 1 | Pos | No | Coureur         | Constructeur       | Tijd     |
| ---------------- | --- | -- | --------------- | ------------------ | -------- |
| Vrije training 1 | 1   | 6  | Nico Rosberg    | Mercedes           | 1:11.295 |
| Vrije training 1 | 2   | 44 | Lewis Hamilton  | Mercedes           | 1:11.435 |
| Vrije training 1 | 3   | 14 | Fernando Alonso | Ferrari            | 1:11.606 |
| Vrije training 1 | 4   | 19 | Felipe Massa    | Williams-Mercedes  | 1:11.756 |
| Vrije training 1 | 5   | 22 | Jenson Button   | McLaren-Mercedes   | 1:11.839 |
| Vrije training 2 | Pos | No | Coureur         | Constructeur       | Tijd     |
| Vrije training 2 | 1   | 44 | Lewis Hamilton  | Mercedes           | 1:09.542 |
| Vrije training 2 | 2   | 6  | Nico Rosberg    | Mercedes           | 1:09.919 |
| Vrije training 2 | 3   | 14 | Fernando Alonso | Ferrari            | 1:10.470 |
| Vrije training 2 | 4   | 77 | Valtteri Bottas | Williams-Mercedes  | 1:10.519 |
| Vrije training 2 | 5   | 19 | Felipe Massa    | Williams-Mercedes  | 1:10.521 |
| Vrije training 3 | Pos | No | Coureur         | Constructeur       | Tijd     |
| Vrije training 3 | 1   | 77 | Valtteri Bottas | Williams-Mercedes  | 1:09.848 |
| Vrije training 3 | 2   | 44 | Lewis Hamilton  | Mercedes           | 1:09.898 |
| Vrije training 3 | 3   | 19 | Felipe Massa    | Williams-Mercedes  | 1:09.901 |
| Vrije training 3 | 4   | 26 | Daniil Kvjat    | Toro Rosso-Renault | 1:09.927 |
| Vrije training 3 | 5   | 6  | Nico Rosberg    | Mercedes           | 1:09.999 |

Testcoureurs:
geen

## Kwalificatie
| Pos                 | No | Coureur           | Constructeur         | Q1       | Q2       | Q3        | Grid |
| ------------------- | -- | ----------------- | -------------------- | -------- | -------- | --------- | ---- |
| 1                   | 19 | Felipe Massa      | Williams-Mercedes    | 1:10.292 | 1:09.239 | 1:08.759  | 1    |
| 2                   | 77 | Valtteri Bottas   | Williams-Mercedes    | 1:10.356 | 1:09.096 | 1:08.846  | 2    |
| 3                   | 6  | Nico Rosberg      | Mercedes             | 1:09.695 | 1:08.974 | 1:08.944  | 3    |
| 4                   | 14 | Fernando Alonso   | Ferrari              | 1:10.405 | 1:09.479 | 1:09.285  | 4    |
| 5                   | 3  | Daniel Ricciardo  | Red Bull-Renault     | 1:10.395 | 1:09.638 | 1:09.466  | 5    |
| 6                   | 20 | Kevin Magnussen   | McLaren-Mercedes     | 1:10.081 | 1:09.473 | 1:09.515  | 6    |
| 7                   | 26 | Daniil Kvjat      | Toro Rosso-Renault   | 1:09.678 | 1:09.490 | 1:09.619  | 7    |
| 8                   | 7  | Kimi Räikkönen    | Ferrari              | 1:10.285 | 1:09.657 | 1:10.795  | 8    |
| 9                   | 44 | Lewis Hamilton    | Mercedes             | 1:09.514 | 1:09.092 | geen tijd | 9    |
| 10                  | 27 | Nico Hülkenberg   | Force India-Mercedes | 1:10.389 | 1:09.624 | geen tijd | 10   |
| 11                  | 11 | Sergio Pérez      | Force India-Mercedes | 1:10.124 | 1:09.754 |           | 15   |
| 12                  | 22 | Jenson Button     | McLaren-Mercedes     | 1:10.252 | 1:09.780 |           | 11   |
| 13                  | 1  | Sebastian Vettel  | Red Bull-Renault     | 1:10.630 | 1:09.801 |           | 12   |
| 14                  | 13 | Pastor Maldonado  | Lotus-Renault        | 1:10.821 | 1:09.939 |           | 13   |
| 15                  | 25 | Jean-Éric Vergne  | Toro Rosso-Renault   | 1:10.161 | 1:10.073 |           | 14   |
| 16                  | 8  | Romain Grosjean   | Lotus-Renault        | 1:10.461 | 1:10.642 |           | Pit  |
| 17                  | 99 | Adrian Sutil      | Sauber-Ferrari       | 1:10.825 |          |           | 16   |
| 18                  | 21 | Esteban Gutiérrez | Sauber-Ferrari       | 1:11.349 |          |           | 17   |
| 19                  | 17 | Jules Bianchi     | Marussia-Ferrari     | 1:11.412 |          |           | 18   |
| 20                  | 10 | Kamui Kobayashi   | Caterham-Renault     | 1:11.673 |          |           | 19   |
| 21                  | 4  | Max Chilton       | Marussia-Ferrari     | 1:11.775 |          |           | 21   |
| 22                  | 9  | Marcus Ericsson   | Caterham-Renault     | 1:12.673 |          |           | 20   |
| 107% tijd: 1:14.379 |    |                   |                      |          |          |           |      |

## Race
| Pos | No | Coureur           | Constructeur         | Rondes | Tijd/Oorzaak uitval          | Grid | Punten |
| --- | -- | ----------------- | -------------------- | ------ | ---------------------------- | ---- | ------ |
| 1   | 6  | Nico Rosberg      | Mercedes             | 71     | 1:27:54.976                  | 3    | 25     |
| 2   | 44 | Lewis Hamilton    | Mercedes             | 71     | +1.932                       | 9    | 18     |
| 3   | 77 | Valtteri Bottas   | Williams-Mercedes    | 71     | +8.172                       | 2    | 15     |
| 4   | 19 | Felipe Massa      | Williams-Mercedes    | 71     | +17.358                      | 1    | 12     |
| 5   | 14 | Fernando Alonso   | Ferrari              | 71     | +18.553                      | 4    | 10     |
| 6   | 11 | Sergio Pérez      | Force India-Mercedes | 71     | +28.546                      | 15   | 8      |
| 7   | 20 | Kevin Magnussen   | McLaren-Mercedes     | 71     | +32.031                      | 6    | 6      |
| 8   | 3  | Daniel Ricciardo  | Red Bull-Renault     | 71     | +43.522                      | 5    | 4      |
| 9   | 27 | Nico Hülkenberg   | Force India-Mercedes | 71     | +44.137                      | 10   | 2      |
| 10  | 7  | Kimi Räikkönen    | Ferrari              | 71     | +47.777                      | 8    | 1      |
| 11  | 22 | Jenson Button     | McLaren-Mercedes     | 71     | +50.966                      | 11   |        |
| 12  | 13 | Pastor Maldonado  | Lotus-Renault        | 70     | +1 ronde                     | 13   |        |
| 13  | 99 | Adrian Sutil      | Sauber-Ferrari       | 70     | +1 ronde                     | 16   |        |
| 14  | 8  | Romain Grosjean   | Lotus-Renault        | 70     | +1 ronde                     | Pit  |        |
| 15  | 17 | Jules Bianchi     | Marussia-Ferrari     | 69     | +2 ronden                    | 18   |        |
| 16  | 10 | Kamui Kobayashi   | Caterham-Renault     | 69     | +2 ronden                    | 19   |        |
| 17  | 4  | Max Chilton       | Marussia-Ferrari     | 69     | +2 ronden                    | 21   |        |
| 18  | 9  | Marcus Ericsson   | Caterham-Renault     | 69     | +2 ronden                    | 20   |        |
| 19  | 21 | Esteban Gutiérrez | Sauber-Ferrari       | 69     | +2 ronden                    | 17   |        |
| DNF | 25 | Jean-Éric Vergne  | Toro Rosso-Renault   | 59     | Remmen                       | 14   |        |
| DNF | 1  | Sebastian Vettel  | Red Bull-Renault     | 34     | Aandrijving                  | 12   |        |
| DNF | 26 | Daniil Kvjat      | Toro Rosso-Renault   | 24     | Achterwielophanging gebroken | 7    |        |

## Standen na de Grand Prix

### Coureurs
| Positie | Nummer | Rijder           | Team             | Punten |
| ------- | ------ | ---------------- | ---------------- | ------ |
| 1       | 6      | Nico Rosberg     | Mercedes         | 165    |
| 2       | 44     | Lewis Hamilton   | Mercedes         | 136    |
| 3       | 3      | Daniel Ricciardo | Red Bull-Renault | 83     |
| 4       | 14     | Fernando Alonso  | Ferrari          | 79     |
| 5       | 1      | Sebastian Vettel | Red Bull-Renault | 60     |

### Constructeurs
| Positie | Nummers | Team                 | Rijders                           | Punten |
| ------- | ------- | -------------------- | --------------------------------- | ------ |
| 1       | 6 44    | Mercedes             | Nico Rosberg Lewis Hamilton       | 301    |
| 2       | 1 3     | Red Bull-Renault     | Sebastian Vettel Daniel Ricciardo | 143    |
| 3       | 7 14    | Ferrari              | Kimi Räikkönen Fernando Alonso    | 98     |
| 4       | 11 27   | Force India-Mercedes | Sergio Pérez Nico Hülkenberg      | 87     |
| 5       | 19 77   | Williams-Mercedes    | Felipe Massa Valtteri Bottas      | 85     |